# Sangalhos
Sangalhos é uma vila portuguesa sede da Freguesia de Sangalhos do Município de Anadia, freguesia com 16,9 km² de área e 3 835 habitantes (censo de 2021), tendo, assim, uma densidade populacional de 226,9 hab./km²
A povoação de Sangalhos foi elevada à categoria de vila em 1985.
Foi vila e sede de concelho desde a idade média, vindo esse estatuto a ser confirmado ou oficializado pela carta de foral passada por Dom Manuel I em 1514. Manteve-se como sede de concelho até à primeira metade do século XIX.

## Demografia
Nota: com lugares desta freguesia foi criada em 1928 a freguesia de Amoreira da Gândara.
A população registada nos censos foi:
| Distribuição da População por Grupos Etários | Distribuição da População por Grupos Etários | Distribuição da População por Grupos Etários | Distribuição da População por Grupos Etários | Distribuição da População por Grupos Etários |
| -------------------------------------------- | -------------------------------------------- | -------------------------------------------- | -------------------------------------------- | -------------------------------------------- |
| Ano                                          | 0-14 Anos                                    | 15-24 Anos                                   | 25-64 Anos                                   | > 65 Anos                                    |
| 2001                                         | 657                                          | 651                                          | 2286                                         | 756                                          |
| 2011                                         | 550                                          | 430                                          | 2195                                         | 893                                          |
| 2021                                         | 476                                          | 384                                          | 1954                                         | 1021                                         |

## Lugares
- Casaínho
- Fogueira
- Paço
- Paraimo
- Póvoa do Castelo
- Póvoa do Mato
- Póvoa do Salgueiro
- Porto Lobo
- Ribeiro
- Sá
- Saima
- São João da Azenha
- Sangalhos
- Vidoeiro
- Vila

## Origens
As origens de Sangalhos perdem-se na noite dos tempos. Ultimamente, têm aparecido vestígios arqueológicos inequivocamente romanos e alguns mesmo anteriores. Os povos pré-romanos da região do Vouga eram já uma mistura de raças europeias e mediterrânicas, sendo de destacar os celtas e os túrdulos. Deve ser essa também a origem do povoamento de Sangalhos.
Não tem cabimento a teoria segundo a qual Sangalhos teria tirado o nome de uma medida, pois, como referido adiante, foi a medida que recebeu o nome da terra. Como mostrou Joaquim da Silveira, o topónimo Sangalhos pode bem ter a sua origem no culto a São Galo (Sanctus Gallus). Se assim for, podemos situar a origem da paróquia no século VII, em pleno período visigótico.
Os primeiros documentos que falam de Sangalhos datam de 957, 961, 1064, 1132 e 1143. Neste último ano foi fundado o reino de Portugal.

## Evolução Histórica
Na época romana, a área que viria a formar a freguesia de Sangalhos fazia parte do território da cidade de Talábriga (Marnel, Lamas do Vouga). Na idade média, o concelho de Sangalhos pertencia à terra de Vouga, cuja sede, conhecida como Burgo de Vouga, se situava também no Marnel. A partir do século XVI pertenceu à comarca e provedoria de Aveiro. Com a reforma administrativa do século XIX, a freguesia de Sangalhos foi integrada no distrito de Aveiro. Na divisão religiosa, a paróquia de Sangalhos fazia parte do arcediagado de Vouga, um dos arcediagados em que se dividia o bispado de Coimbra. Transitou para a diocese de Aveiro, quando esta foi criada, no século XVIII (1774).
Nos séculos XII/XIII, Sangalhos era uma das principais vilas da região, juntamente com Horta (Tamengos), Recardães e Óis da Ribeira. Em 1320, a igreja de São Vicente de Sangalhos era a mais rendosa de toda a Bairrada e uma das mais rendosas do Baixo Vouga.

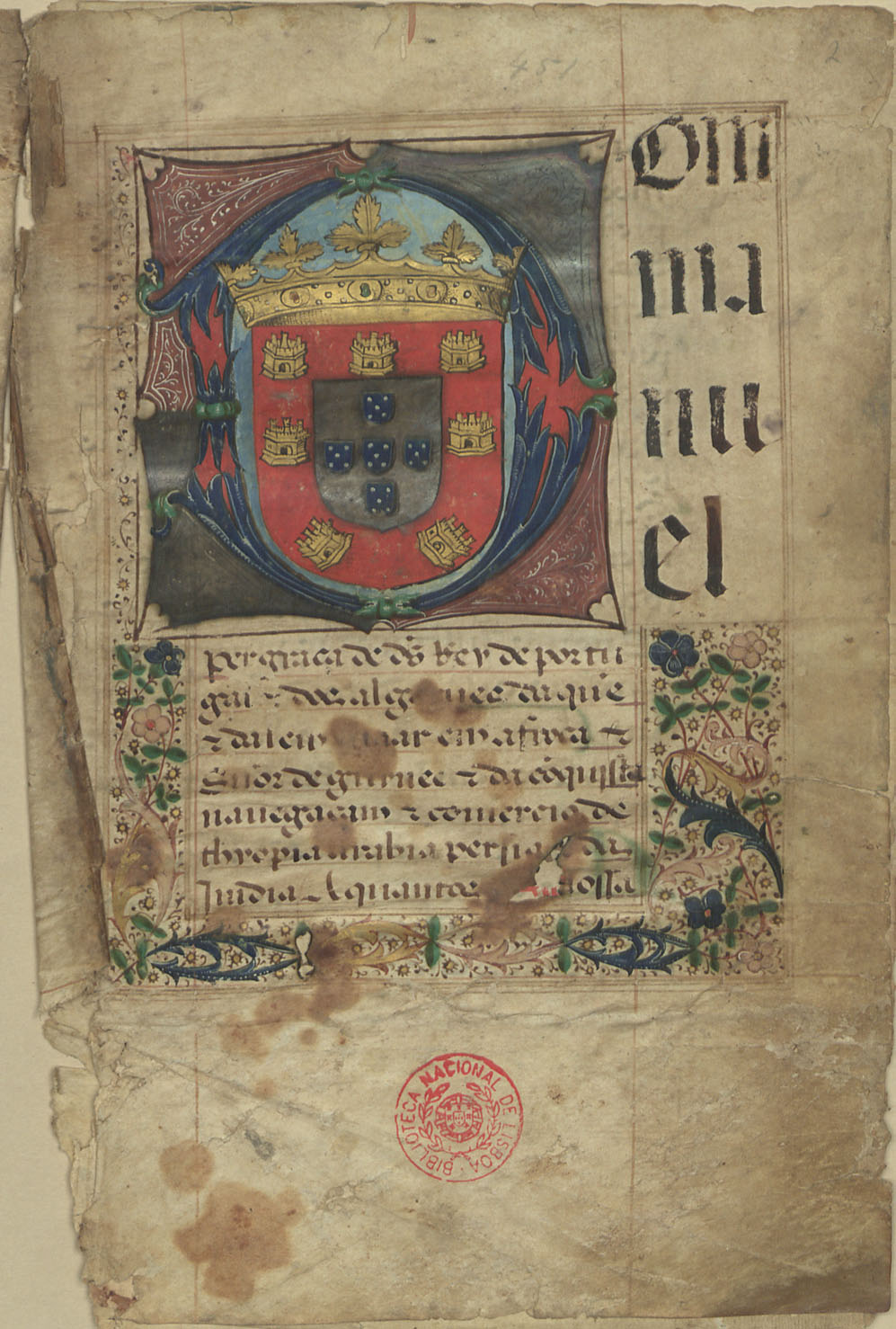
Foral de Sangalhos (1514)

Em 1220, a freguesia (paróquia) de Sangalhos compreendia os lugares de Sangalhos (com dois polos: «Sancto Galios et alio Sancto Galios»), Avelãs de Baixo, Sá, Casal da Rua e Saima. Os concelhos de Sangalhos e Avelãs do Caminho já existiam na primeira metade do século XIV. Os respetivos forais manuelinos foram ambos passados em 1514. Do ponto de vista religioso, no entanto, Avelãs do Caminho fez parte da freguesia de Sangalhos até ao século XIX.
Em 1338, a terra de Sangalhos foi doada ao mosteiro de Santa Clara de Coimbra, fundado pouco tempo antes. Esta instituição, que possuiu a terra durante quase quinhentos anos, parece ter incrementado bastante o povoamento da freguesia. Surgem então povoações como Amoreira da Gândara, Fogueira, Paraimo e São João, todas já mencionadas no foral manuelino. Em 1623, o mosteiro trazia terras da renda de Sangalhos aforadas a mais de 300 famílias ou indivíduos. A área total de terreno aproximava-se de 2000 ha. Em 1720, para fazer a capela-mor da atual igreja, gastou o mosteiro um ano de renda.
Sangalhos foi sede de uma capitania-mor (região militar) cujo território abrangia várias freguesias dos modernos concelhos de Anadia, Oliveira do Bairro e Águeda. Dividida em quatro companhias de ordenanças, era uma das mais extensas capitanias-mores da região.
Com a revolução liberal (1820-1835), a doação de Sangalhos a Santa Clara foi anulada e os concelhos de Sangalhos e Avelãs do Caminho foram extintos. A organização militar das ordenanças foi também extinta, desaparecendo assim a capitania-mor de Sangalhos. Avelãs do Caminho constituiu-se em freguesia independente (desmembrada da de Sangalhos) e foi desde logo integrada no concelho de Anadia. Por sua vez, a freguesia de Sangalhos foi integrada no concelho de Oliveira do Bairro, depois no de São Lourenço do Bairro e, finalmente (1853), no de Anadia. Assim, apesar de geograficamente ficar perto da vizinha cidade de Oliveira do Bairro, a freguesia de Sangalhos está integrada no concelho de Anadia. Em 1928, Amoreira da Gândara separou-se de Sangalhos e formou também uma nova freguesia.
Apesar da perda da importância político-administrativa, Sangalhos teve ao longo do século XX épocas de grande prosperidade. Para isso muito contribuiu o dinamismo dos habitantes, traduzido na criação de um grande número empresas, com destaque para as indústrias de bicicletas, pioneiras em Portugal, as caves e as cerâmicas. Graças a esse crescimento, Sangalhos voltou a adquirir o estatuto de vila em 1985 (Lei nº 65/85, de 25 de Setembro).

## Figuras ilustres
- Manuel Firmino da Costa (São João da Azenha, Sangalhos, 1878–São Teotónio, Odemira, 1929) - Médico e político. Foi médico municipal no concelho de Odemira, onde teve um papel destacado no desenvolvimento social e económico e na introdução do republicanismo no concelho de Odemira.[6] Em 1915–1917, foi deputado do Partido Democrático eleito pelo círculo de Beja.

## Património
- Paço
- Residência dos Dinis Abrantes com capela
- Capelas de Santa Eufémia, de São Silvestre, de Nossa Senhora do Bom Parto, de São Francisco, de Nossa Senhora das Dores, de São João Baptista e de São Geraldo
- Oratório da Senhora da Guia
- Casa setecentista em Fogueira
- Casa de Saima
- Caves vinícolas
- Fontes de São João e de Guimarães
- Azenha de São João

## Riqueza patrimonial
A freguesia de Sangalhos conserva património histórico de várias épocas. O mais antigo é património móvel do século XV, incluindo as imagens da Virgem com o menino, São Brás e Santa Catarina, todas pertencentes à igreja paroquial, e São Frutuoso, pertence à capela da Fogueira. De final do século XV ou já do início do século XVI são as imagens de São João Baptista (São João da Azenha) e Santa Eufêmia (Sangalhos). Do início do século XVI é a imagem de São Silvestre (Fogueira). A pia baptismal da igreja paroquial é manuelina (início do século XVI), grande e rara.
Um dos edifícios mais antigos ainda conservados, senão mesmo o mais antigo, é a capela de São João da Azenha, construída no final do século XVI ou início do seguinte. O arranjo exterior da capela de São João data de finais do século XIX. O retábulo existente nesta capela, datado de 1642 e do estilo renascença decadente, é o mais antigo da freguesia. Data ainda do século XVII o cruzeiro de Sangalhos.
É um pouco mais abundante o património herdado do século XVIII. Datam deste século as mais antigas casas particulares ainda hoje existentes no Paço, Vila e Fogueira, merecendo destaque a casa da família Seabra Morais Araújo (Fogueira). Datam do mesmo século a Igreja Paroquial de São Vicente (1720) e a capela de Nossa Senhora das Dores, de Sá (1741). A igreja é a mais ampla e, artisticamente, uma das mais valiosas da Bairrada. O património herdado do século XIX é mais abundante, mas menos significativo do que o do século anterior.
O progresso económico registado ao longo de grande parte do século XX deixou um conjunto patrimonial significativo, constituído principalmente por edifícios comerciais e industriais e por numerosas residências particulares, algumas com significativo valor arquitetónico, situadas principalmente em Sangalhos, São João da Azenha e Fogueira.
Na freguesia localiza-se o Aliança Underground Museum.

## Estradas
É facto de há muito conhecido que a estrada romana passava por terras que vieram a formar a freguesia de Sangalhos. Atualmente pensa-se mesmo que essa estrada passava na própria vila de Sangalhos e que ali existiria uma mansão, isto é, um local onde o imperador e os altos funcionários podiam pernoitar. Uma vez que o intervalo médio entre mansões era de cerca de 45 km, existiriam apenas mais duas no trajeto da estrada entre Conímbriga e Bracara Augusta.
Na época da fundação de Portugal, o trânsito norte sul continuaria a passar por Sangalhos. De facto, sabe-se que a estrada mourisca (assim chamada porque se dirigia ao território dominado pelos mouros), passava entre Mogofores e Ancas em 1143. Se, na época romana, se situava em Sangalhos uma mansão da estrada Olisipo-Bracara, natural é que o paço de pernoita do rei de Portugal se situasse também em Sangalhos. Uma pequena evidência disso é o facto de Sangalhos se ter mantido como terra reguenga até ao século XIII, pelo menos. Outra evidência está no próprio nome de um dos bairros de Sangalhos, precisamente conhecido como Sangalhos do Paço.
Na transição do século XII para o século XIII, o traçado da antiga estrada mourisca foi retificado e o próprio nome caiu em desuso, passando a importante estrada a ser conhecida como estrada coimbrã (porque se dirigia a Coimbra), caminho real ou estrada real. No seu novo traçado, passava em Aguada de Baixo, São João da Azenha e Avelãs de Baixo (que assim passou a chamar-se Avelãs do Caminho). Em 1220, o paço real já se situava em Avelãs de Baixo, sinal de que o traçado da estrada ou caminho real tinha sido alterado. Um documento de 1226 já chama estrada velha à antiga estrada mourisca e, por outro lado, refere a passagem de uma estrada coimbrã entre Mogofores e Arcos.
A freguesia de Sangalhos era ainda atravessada por uma estrada que ligava Aveiro à Beira e a Castela. Passava nos lugares de Sá, Casal da Rua (que dessa estrada tirava o nome) e Avelãs do Caminho.

## O alqueire de Sangalhos
Sangalhos teve nos séculos XII/XIII uma significativa projecção regional. Isso mesmo se veio a confirmar com a escolha de Sangalhos para centro de aferição do alqueire de Dom Afonso Henriques. Este alqueire, que equivalia ao módio romano (8,733 litros), foi adoptado pelo rei fundador por volta de 1179, ano em que foram passados os forais de Coimbra, Santarém e Lisboa. Estes forais viriam a servir de modelo a muitos forais posteriormente passados a terras do centro litoral e do sul. No arcediagado de Vouga e no bispado do Porto, o alqueire de Dom Afonso Henriques acabou por ficar conhecido como alqueire de Sangalhos, sangalhês ou sangalho. Esta medida só caiu completamente em desuso no século XVI, na sequência da reforma dos forais empreendida por Dom Manuel I.

## Equipamentos
- Centro Paroquial de Sangalhos - junto à Igreja Matriz

## Política

### Eleições autárquicas

#### Junta de Freguesia
| Data | %       | M       | %      | M      | %     | M  | %       | M       | %     | M   |
| Data | PPD/PSD | PPD/PSD | CDS-PP | CDS-PP | PS    | PS | APU/CDU | APU/CDU | IND   | IND |
| ---- | ------- | ------- | ------ | ------ | ----- | -- | ------- | ------- | ----- | --- |
| 1976 | 54,76   | 5       | 23,52  | 2      | 18,45 | 2  |         |         |       |     |
| 1979 | 52,93   | 8       | 26,76  | 4      | 17,20 | 1  |         |         |       |     |
| 1982 | 49,46   | 7       | 24,16  | 3      | 21,80 | 3  |         |         |       |     |
| 1985 | 66,96   | 7       | 13,33  | 1      | 12,34 | 1  | 3,99    | -       |       |     |
| 1989 | 55,13   | 5       |        |        | 37,46 | 4  | 2,91    | -       |       |     |
| 1993 | 43,63   | 4       | 20,41  | 2      | 29,32 | 3  | 2,90    | -       |       |     |
| 1997 | 41,08   | 4       | 20,65  | 2      | 25,06 | 3  | 7,58    | -       |       |     |
| 2001 | 43,58   | 5       | 16,24  | 1      | 20,74 | 2  | 13,29   | 1       |       |     |
| 2005 | 41,53   | 4       |        |        | 33,26 | 3  | 18,49   | 2       |       |     |
| 2009 | 44,42   | 5       | 8,86   | -      | 14,84 | 1  | 27,74   | 3       |       |     |
| 2013 | 22,90   | 2       | 2,37   | -      | 12,12 | 1  | 12,81   | 1       | 42,98 | 5   |
| 2017 | 26,22   | 2       |        |        |       |    | 19,87   | 2       | 46,30 | 5   |